# 山口陽
山口 陽（やまぐち あきら、1983年7月8日 - ）は、日本の官能小説家。

## 略歴
第3回美少女文庫新人賞にて編集長特別賞を受賞。受賞作『メイドインバトル!』で美少女文庫（フランス書院）よりデビュー。
美少女文庫からジュブナイルポルノ作品を多く発表している他、フランス書院文庫からも作品を出している。

## 作品

### 美少女文庫
- メイドインバトル!（イラスト：美和美和、2008年7月、ISBN 978-4-8296-5854-3）
- メイドインバトル!〜お嬢様戦争（イラスト：美和美和、2008年12月、ISBN 978-4-8296-5867-3）
- メイドインバトル!〜女神転生（イラスト：美和美和、2009年8月、ISBN 978-4-8296-5892-5）
- シュラバババ!! 生徒会長VS幼なじみ（イラスト：有末つかさ、2010年12月、ISBN 978-4-8296-5954-0）
- トリプルお嬢様を差し押さえ!（イラスト：へるるん、2013年3月、ISBN 978-4-8296-6246-5）

### 美少女文庫えすかれ
- お嬢様☆お世継ぎ生産計画（イラスト：YUKIRIN、2009年3月、ISBN 978-4-8296-5879-6）
- お嬢様☆超乳化計画（イラスト：YUKIRIN、2009年12月、ISBN 978-4-8296-5909-0）
- お嬢様☆メイド化計画（イラスト：YUKIRIN、2010年2月、ISBN 978-4-8296-5916-8）
- 姉妹丼でいこう!（イラスト：田宮秋人、2010年5月、ISBN 978-4-8296-5929-8）
- 縛って愛してお嬢様!（イラスト：YUKIRIN、2010年8月、ISBN 978-4-8296-5942-7）
- 魔王と子づくり♥（イラスト：あいざわひろし、2011年4月、ISBN 978-4-8296-5972-4）
- 剣士と子づくり♥（イラスト：あいざわひろし、2011年9月、ISBN 978-4-8296-5988-5）
- 子づくり忍法帳（イラスト：あいざわひろし、2012年1月、ISBN 978-4-8296-6202-1）

### フランス書院文庫
- 僕の居候生活 兄嫁・姪・親戚のお姉さんと…（2010年3月、ISBN 978-4-8296-1707-6）
- 年上の双子姉妹【密着生活】（2010年9月、ISBN 978-4-8296-1739-7）
- 世界でいちばん淫らな旅行 僕と隣家の三姉妹と（2011年4月、ISBN 978-4-8296-1783-0）
- 【人妻三重奏】初体験マンション（2011年10月、ISBN 978-4-8296-1819-6）
- 彼女の母は未亡人・彼女の姉は新妻（2012年2月、ISBN 978-4-8296-1842-4）
- ママと7つのお願い（2012年6月、ISBN 978-4-8296-1865-3）